# Паркмен (Мен)
Паркмен (англ. Parkman) — місто (англ. town) в США, в окрузі Піскатаквіс штату Мен. Населення — 747 осіб (2020).

## Демографія
Згідно з переписом 2010 року, у місті мешкали 843 особи в 353 домогосподарствах у складі 241 родини. Було 538 помешкань
Расовий склад населення:
| - 97,7 % — білих - 0,5 % — корінних американців - 0,1 % — чорних або афроамериканців - 0,1 % — азіатів |

До двох чи більше рас належало 1,1 %. Частка іспаномовних становила 2,6 % від усіх жителів.
За віковим діапазоном населення розподілялося таким чином: 21,5 % — особи молодші 18 років, 63,6 % — особи у віці 18—64 років, 14,9 % — особи у віці 65 років та старші. Медіана віку мешканця становила 45,2 року. На 100 осіб жіночої статі у місті припадало 109,2 чоловіків;  на 100 жінок у віці від 18 років та старших — 109,5 чоловіків також старших 18 років.
Середній дохід на одне домашнє господарство  становив 47 874 долари США (медіана — 40 417), а середній дохід на одну сім'ю — 54 520 доларів (медіана — 44 271). Медіана доходів становила 35 417 доларів для чоловіків та 29 792 долари для жінок. За межею бідності перебувало 17,8 % осіб, у тому числі 23,9 % дітей у віці до 18 років та 12,1 % осіб у віці 65 років та старших.
Цивільне працевлаштоване населення становило 299 осіб. Основні галузі зайнятості: освіта, охорона здоров'я та соціальна допомога — 26,4 %, виробництво — 18,7 %, публічна адміністрація — 11,4 %, роздрібна торгівля — 10,4 %.